# دره مینگ-کوش
دره مینگ-کوش (به لاتین: Ming-Kush Valley) یک دره در قرقیزستان است که در استان نارین واقع شده‌است.